# Buckley Air Force Base

i7
i11
i13
Die Buckley Air Force Base (IATA-Code: BFK, ICAO-Code: KBFK)  ist eine Luftwaffenbasis der United States Air Force in Aurora, Arapahoe County, Colorado, USA. Sie gehört zur National Security Agency und speziell zum Echelon-Programm.

## Geschichte

### Zweiter Weltkrieg

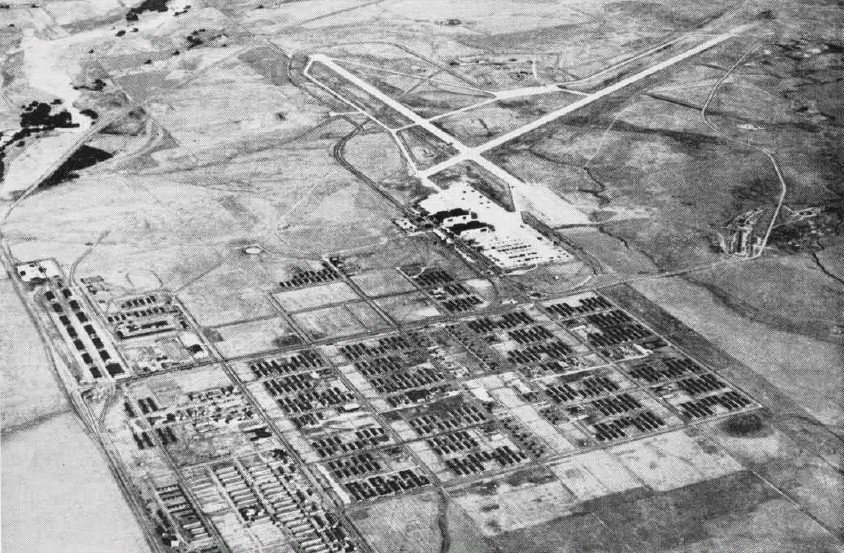
Luftaufnahme der Navy Air Station Denver in den späten 1940er

In den frühen Jahren des Zweiten Weltkriegs kaufte die Stadt Denver einige Kilometer östlich der Stadt ein 23 km2 großes Stück Land und schenkte es dem United States Department of the Army. Der Standort wurde Buckley Field genannt; nach dem 1st Lt. John Harold Buckley, aus Longmont, Colorado, der in Frankreich am 17. September 1918 hinter den feindlichen Linien getötet wurde. 1965/66 wurde der Standort der Stadt Aurora eingemeindet.

## Geheimdienste
Eine Anlage der National Security Agency für 141 Millionen Dollar ist hier geplant. Sie wird Platz für 850 Personen haben, die im Moment noch in temporären Gebäuden untergebracht sind. Buckley ist die Heimat von vielen Geheimdiensten wie z. B. der NSA, dem National Reconnaissance Office, der Aerospace Data Facility-Colorado; Nachrichtendiensten der Army, Navy, Air Force und der Marines; und von Marine und Coast Guard Kryptographischen Einheiten.
Laut einem Report des Europäischen Parlaments handelt es sich hier um eine Echelon Station.
Die Aufgaben der Yakima Research Station soll in den kommenden Jahren hier erledigt werden.
Die Aerospace Data Facility der Buckley Air Force Base liefert Daten von Satelliten in das Utah Data Center.